# Mira Sophia Ulz
Mira Sophia Ulz (* 10. November 1998 in Feldbach) ist eine österreichische Sängerin.

## Leben
Ulz gewann bereits im Alter von fünf Jahren erste Gesangswettbewerbe. Im Jahre 2008 gewann die aus Bad Gleichenberg stammende Ulz den Kiddy Contest mit dem Lied Planet der Mädchen, einer umgetexteten Version des Lieds Fieber von Christina Stürmer. Nach diesem Sieg nahm sie die Titel Hasst mich und Wenn du nicht wärst auf. Beim Kiddy Contest 2009 trat sie gemeinsam mit der Sängerin Mandy Capristo von Monrose mit dem Lied Beste Freundin auf. 2011 war Ulz im Film Der Wettbewerb an der Seite von Harald Krassnitzer und Ann-Kathrin Kramer auf ORF2 in der Rolle der Alina Fischbach zu sehen. Weiters gewann sie den Wettbewerb Sing & Win, einen Gesangswettbewerb für Sechs- bis 15-Jährige, in der Shopping City Seiersberg und wurde im Jahre 2016 Dritte beim österreichischen Gesangswettbewerb The Voice. In ihrer Freizeit ist Ulz unter anderem als Judoka beim TUS Feldbach aktiv.
Im Jahr 2017 beendete sie, nach einem Auslandsjahr in Pueblo West, Colorado, ihre Schullaufbahn am BORG Feldbach. Seit Herbst 2017 studiert sie an der FH Joanneum in Graz und machte 2019 ein Auslandssemester an der Curtin University in Perth.

## Filmografie
- 2011: Der Wettbewerb (ORF, Rolle: Alina Fischbach)